# 畢比·諾維爾什
比阿特丽斯·“畢比”·諾維爾什（英語：Beatrice "Bebe" Neuwirth，1958年12月31日—），女，美國演員、歌手和舞者，在美劇《歡樂酒店》中飾演Dr. Lilith Sternin一角而出名，另外，她參與演出的芭蕾舞劇有《彼得與狼》、《胡桃夾子》等，劇目有《遊戲6》、《夏威夷生死鬥》等。

## 生平
諾維爾什是猶太人，出生於紐澤西州普林斯頓。5歲的時候開始學芭蕾舞。1976年畢業於普林斯頓高中1976年到1977年在紐約茱莉亞學院學習，並選擇了芭蕾舞專業。在那期間，她參與表演《彼得與狼》、《胡桃夾子》、《葛佩莉亞》等芭蕾舞劇。1980年，她跟鮑勃·福斯合作，初次在百老匯登台，在音樂劇《歌舞線上》演出希拉一角。

## 外部連結
- 畢比·諾維爾什在互联网电影资料库（IMDb）上的資料（英文）